# او-۷۴ (کریگسمارینه)
او-۷۴ (به آلمانی: U-74) یک او-بوت کریگسمارینه از نوع ۷ب بود.